# الإدارة الوطنية لحماية أسرار الدولة

شعار جمهورية الصين الشعبية.

الإدارة الوطنية لحماية أسرار الدولة (بالإنجليزية:National Administration for the Protection of State Secrets) هي مؤسسة من مؤسسات مجلس الدولة في جمهورية الصين الشعبية وهي المسؤولة عن حماية المعلومات السرية في البلاد. وتعتبر أيضا مكتب للجنة السرية الوسطى (بالإنجليزية:Office of the Central Secrecy Commission)، وهي منظمة تابعة للمكتب العام للجنة المركزية للحزب الشيوعي الصيني.